# Villeneuve-la-Guyard
 Villeneuve-la-Guyard  es una población y comuna francesa que se encuentra en la región de Borgoña, departamento de Yonne, en el distrito de Sens y cantón de Pont-sur-Yonne.

## Demografía
| 1660 | 1655 | 1777 | 1805 | 2377 | 2576 | 2896 |
| Para los censos de 1962 a 1999 la población legal corresponde a la población sin duplicidades (Fuente: INSEE [Consultar]) |      |      |      |      |      |      |